# Setapius suleiman
Setapius suleiman är en insektsart som beskrevs av Dlabola 1988. Setapius suleiman ingår i släktet Setapius och familjen kilstritar. Inga underarter finns listade i Catalogue of Life.